# 13e régiment d'infanterie coloniale
Le 13e régiment d'infanterie coloniale ou 13e régiment d'infanterie de marine est une ancienne unité de l'armée de terre française.

## Drapeau du régiment

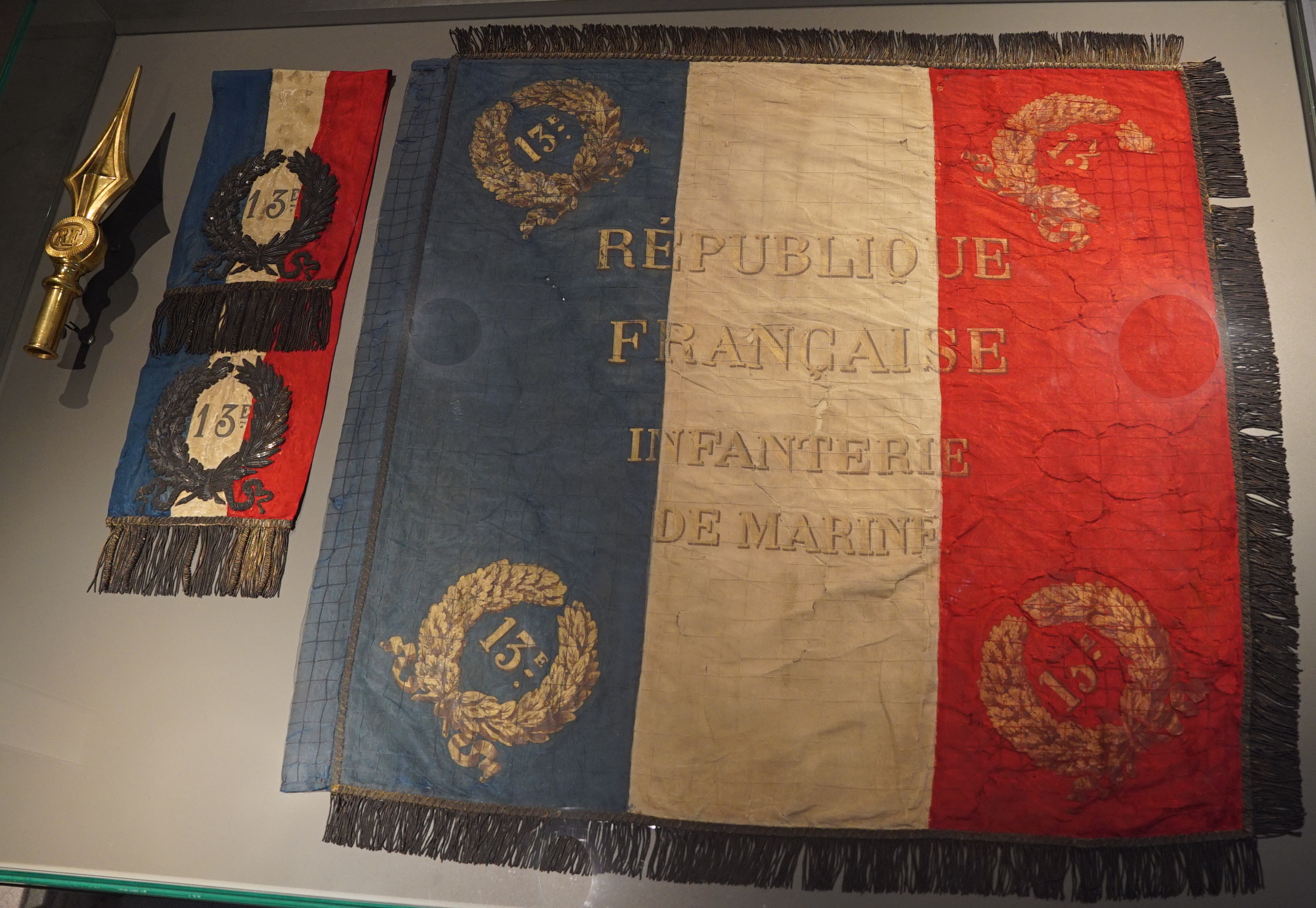
Le drapeau du régiment au musée de l'Armée.

Il porte les inscriptions :

## Historique

### Jusqu'à laPremière Guerre mondiale
- Expédition de Madagascar (1895-1896)